# Villa Pesqueira
Villa Pesqueira è una municipalità dello stato di Sonora nel Messico settentrionale, il cui capoluogo è la località di Mátape.
Conta 1.181 abitanti (2015) e ha una estensione di 1.124,3 km².
Il nome della municipalità ricorda il governatore Ignacio Pesqueira, mentre il toponimo Mátape significa luogo dei metalli.